# Libérie na Letních olympijských hrách 2008
Libérie se účastnila Letní olympiády 2008 pouze v atletice. Vlajkonošem výpravy byl desetibojař Jangy Addy, který obsadil dvacáté místo v národním rekordu 7665 bodů. Dále nastoupili Siraj Williams v běhu na 400 metrů a Kia Davisová na dvoustovce a čtyřstovce, ale ti vypadli už v rozbězích.